# Битва на Катванской равнине
Битва на Катванской равнине (также битва в Катванской долине, Катванская битва) — крупное сражение между войсками сельджукского султана Санджара, его союзниками Караханидами и каракитаями под командованием гурхана Елюя Даши, состоявшееся 9 сентября 1141 года. Завершилась решительной победой каракитаев.

## Предыстория
В 1130 году Елюй Даши, принц распадавшейся под ударами восставших чжурчжэней киданьской империи Ляо, бежал с частью войск на запад, закрепился в южной Джунгарии и был провозглашён гурханом и императором. Кидани, ушедшие с ним, получили у окрестных народов название «каракитаи» (от «кара-кидани» — «чёрные кидани»). В этот период Средней Азией правили Караханиды, из-за династических распрей попавшие в зависимость от сельджуков. Елюю Даши удалось захватить столицу Караханидов Баласагун, после чего ему подчинились также Мавераннахр и Хорезм. В результате он создал крупную державу, получившую в китайской историографии название «Западное Ляо».
В 1137 году под Ходжентом Елюй Даши разгромил войска самаркандского правителя Рукн ад-Дина Махмуд-хана, который обратился за поддержкой к султану Санджару. Дальнейшие события Ибн аль-Асир излагает так. Санджар, восприняв это как угрозу исламскому миру со стороны «неверных тюрок», собрал большую армию, только смотр которой занял шесть месяцев, и выступил в поход. Махмуд-хан «пожаловался ему на тюрков-карлуков», и Санджар напал на них. Те прибегли к защите Елюя Даши, написавшему сельджукскому султану «письмо, которое заключало ходатайство за тюрков-карлуков и требовало простить их». Но Санджар не принял ходатайства, а ответил угрожающим посланием, требуя принять ислам, после чего гурхан стал готовиться к войне. «При нём были тюркские, китайские, хитайские и другие войска». Садр ад-Дин ал-Хусайни уточняет, что карлуков спровоцировали враждебными действиями эмиры Санджара, а султан отверг их примирительный жест — передачу в дар большого количества скота. В итоге у карлуков не осталось иного выхода, кроме как просить заступничества гурхана и подстрекать его к войне против Сельджукского государства.

## Расстановка сил
Не было в исламе битвы крупнее этой, и не было в Хорасане больше убитых, чем в ней.
Армия Санджара включала вспомогательные контингенты из Хорасана, Седжестана и горных областей Гура, Газны, Мазандерана и была очень значительной и хорошо подготовленной. Говоря о численности войск, Садр ад-Дин ал-Хусайни сообщает о «700 тысячах самых сильных всадников» (явное преувеличение) у каракитаев и 70 тысячах воинов — у Санджара. Бар-Эбрей приводит другие цифры: 300 и 100 тысяч. Л. Н. Гумилёв оценивает силы Санджара в 100 тысяч, отмечая, что с Елюем Даши на запад ушло меньше 30 тысяч киданьских всадников.

## Ход битвы и потери
Согласно «Ляо ши», Елюй Даши разделил своё войско на три части (традиционная киданьская тактика), причём каждое крыло состояло из 2500 воинов. Ибн аль-Асир сообщает, что два войска встретились «в месте, которое называется Катван» (согласно Якуту аль-Хамави, располагалось в пяти фарсахах северо-западнее Самарканда). Каракитаи обошли армию Санджара и прижали к глубокому руслу реки Даргам (приток Зеравшана). На стороне Елюя Даши сражались и карлуки, которые «были сильнейшими из людей в бою». «Несчётное множество» мусульман было убито, а «русло Даргама вместило десять тысяч убитых и раненых». В плен попали, среди прочих, храбро сражавшийся правитель Седжестана Абу-л-Фадл и жена самого султана Санджара Теркен-хатун (дочь Арслан-хана).
В долине Даргам пострадали благородные,

и руками подлых [была] пролита их кровь.

Я оплакал их, ведь они заслуживают,

чтобы их оплакали веки, лишённые сна!

Эти слёзы капают, словно капли воды

с шатров дождливым утром.
Потери мусульман, как и силы сторон, источники указывают по-разному. В маньчжурском варианте «Ляо ши» сообщается, что на протяжении десяти ли земля была покрыта мёртвыми телами. Аль-Фатх аль-Бундари подтверждает цифру Ибн аль-Асира — 10 тысяч. Бар-Эбрей рассказывает, что Санджару удалось бежать только с шестью всадниками, а его 100-тысячная армия была частью перебита, а частью пленена. Низами Арузи Самарканди и Абу-Бекр ар-Равенди говорят о 30 тысячах павших мусульман; ар-Равенди дополнительно сообщает, что Санджару едва удалось избежать плена: пробившись с отрядом в 300 воинов через неприятельские ряды, он ускакал в пустыню, а затем, взяв туркменского проводника, прибыл в Термез, причём в отряде оставалось только 15 человек. О потерях войска Елюя Даши источники не сообщают.
Интересные подробности битвы содержатся в труде Садра ад-Дина ал-Хусайни. Он сообщает, что среди эмиров Санджара «не было единодушия», поэтому вскоре после начала битвы его войска начали отступать, и султан остался «с малым числом воинов». Видя, что враг уже близко, Абу-л-Фадл посоветовал Санджару посадить на своё место простого воина, а самому спасаться, что тот и сделал; Абу-л-Фадл же до последнего оставался с воином, игравшим роль султана, и был взят в плен. В бою погибли многие эмиры; некоторые из попавших в плен были казнены. Теркен-хатун была освобождена за выкуп в 500 тысяч динаров, эмир Кумач с сыном — за 100 тысяч динаров, а Абу-л-Фадла «неверный гурхан» освободил, когда узнал, что сыновья правителя Седжестана захватили отцовские владения, заявив при этом: «Подобный герой не должен быть казнён!» После поражения Санджар намеревался направиться в Балх, и его путь пролегал мимо расположения врага, «так как было невозможно ехать другими дорогами». Однако Елюй Даши приказал его пропустить; ал-Хусайни приписывает гурхану следующие слова: «Закрыть путь для того, кто отступает, значит принудить его к отчаянной битве. А тот, кто не дорожит своей жизнью и не думает о последствиях, защищая себя, может одержать победу».

## Последствия
Грандиозная победа позволила Елюю Даши в короткие сроки завершить покорение Средней Азии; государство каракитаев примерно на полстолетия стало гегемоном в этом регионе. Резонанс от битвы был огромен. Вести о ней докатились до Палестины и Сирии, а оттуда в совершенно искажённом виде просочились в 40-х годах XII века в Западную Европу. Баварский хронист Оттон Фрейзингенский в своём труде «Деяния императора Фридриха» упоминает под 1146 годом о состоявшейся ранее встрече с епископом Габульским, во время которой тот сообщил ему, что «несколько лет назад некий Иоанн, царь и священник народа, живущего по ту сторону Персии и Армении, на крайнем Востоке, и исповедующего христианство, хотя и несторианского толка, пошёл войной на двух братьев Самиардов, царей Мидии и Персии, и завоевал их столицу — Экбатану… Одержав победу, названный Иоанн двинулся дальше, чтобы прийти на помощь Святой церкви. Однако когда он достиг Тигра и за неимением корабля не смог переправиться через него, то пошёл к северу, туда, где, как он узнал, река эта зимой замерзает. Но, проведя там напрасно несколько лет, он не дождался мороза и, не достигнув из-за тёплой погоды своей цели, был вынужден вернуться на родину, тем более что из-за нездорового климата он потерял многих своих воинов». Аналогичные сообщения появились и в других германских хрониках.

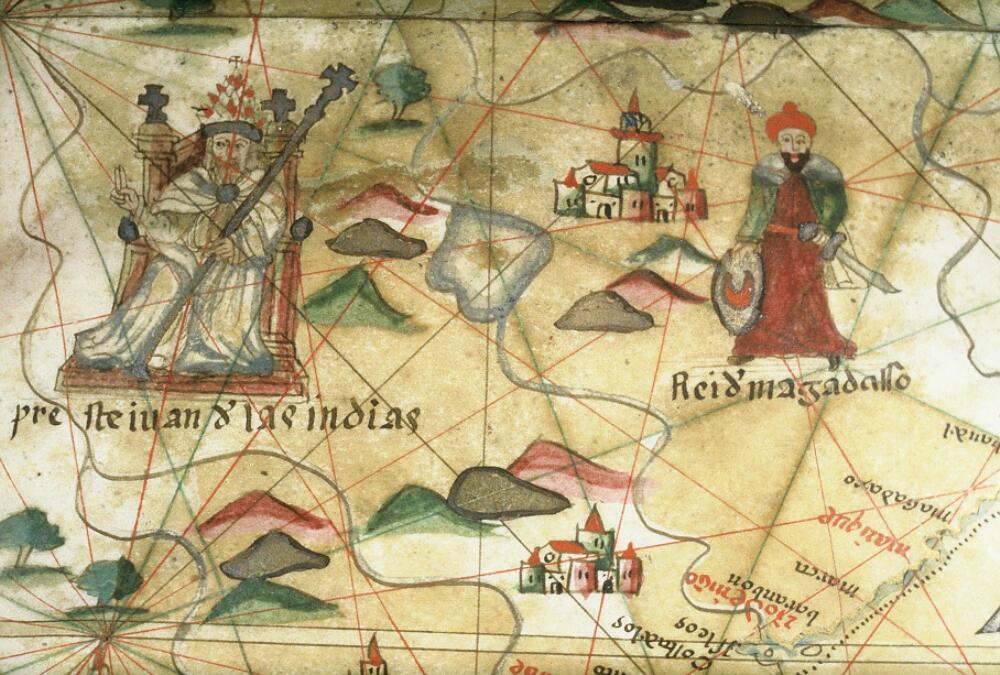
Фрагмент портулана конца XVI века, на котором «царство пресвитера Иоанна» помещено в Восточную Африку

В 1165 году папа римский и некоторые европейские государи получили копии подложного (как впоследствии выяснилось) письма к византийскому императору Мануилу Комнину от имени «пресвитера Иоанна», в котором тот титуловался «царём трёх Индий». Папа в 1177 году даже отправил «магистра и лейб-медика» Филиппа с «ответным» письмом; судьба этой экспедиции неизвестна. Таким образом, европейские авторы ошибочно приписали каракитаям поход в Иран и Месопотамию, сочтя их подданными христианского государя. На самом деле Елюй Даши христианином, скорее всего, не был: он получил конфуцианское образование, под 1130 годом зафиксировано принесение им традиционной киданьской жертвы Небу, Земле и предкам, а его послание к правителю Бухары начинается мусульманской формулой «во имя Бога, милостивого, милосердного»; Ибн аль-Асир вообще называет его манихеем. Тем не менее наследник Елюя Даши получил христианское имя Илия. Возможно, сирийский информатор Оттона Фрейзингенского располагал какими-то сведениями о наличии среди «неверных» несториан: кереитов или, что тоже вполне вероятно, киданей. Впоследствии этот сюжет ещё несколько столетий кочевал по трудам европейских авторов, а средневековые картографы помещали в разные регионы Азии и Африки «карту» государства пресвитера Иоанна.

### Первичные источники
- Ибн аль-Асир. Повествование о бегстве султана Синджара от тюрок-хитаев и об их владычестве в Мавераннахре. // Полный свод всеобщей истории. Сайт «Восточная литература». Архивировано 18 февраля 2020 года.
- Садр ад-Дин ал-Хусайни. Глава 30 // Сообщения о сельджукском государстве, сливки летописей, сообщающих о сельджукских эмирах и государях. Сайт «Восточная литература». Архивировано 20 февраля 2020 года.

### Вторичные источники
- Гумилёв Л. Н. Появление царя-священника // Поиски вымышленного царства. — М.: Институт ДИ-ДИК, 1997. — 480 с. — (Сер. альманахов «Сочинения Л. Н. Гумилёва», вып. 1). — 12 000 экз. — ISBN 5-87583-064-6.
- Пиков Г. Г. Западные кидани. — Новосибирск: Издательство Новосибирского университета, 1989. — 196 с. — ISBN 5-7615-0020-5.
- Biran, Michal. «Like a Might Wall:» The armies of the Qara Khitai (1124—1218) (англ.) // Jerusalem Studies in Arabic and Islam. — Jerusalem: Institute of Asian and African Studies. The Hebrew University, 2001. — Iss. 25. — P. 44—91. — ISSN 0334-4118. Архивировано из оригинала 10 декабря 2015 года.
- Турсунбеков З. А., Тукембаев Ч. А. Локализация Катванской битвы // Народы и религии Евразии : журнал. — 2021. — Т. 26, № 1. — С. 97–110. — ISSN 2542-2332. — doi:10.14258/nreur(2021)1-06. Архивировано 28 марта 2021 года.